# 九龍巴士237A線
九龍巴士237A線是香港一條已停辦的巴士路線，由葵盛（中）單向前往尖沙咀東（麼地道）的巴士路線，只於星期一至五上午繁忙時間提供服務。

## 歷史
- 1997年7月14日：投入服務，由葵盛至旺角一段與37相同，以尖沙咀碼頭作終站。
- 2001年10月22日：配合尖沙咀碼頭巴士總站行人道擴建工程，縮短至尖沙咀彌敦道近中間道。
- 2010年3月15日：繞經葵涌邨公共運輸交匯處，中途改由葵涌道直入荔枝角道前往西九龍走廊，不再經美孚及長沙灣道，並調高全程票價[3]。
- 2011年1月10日：總站延長至尖沙咀東（梳士巴利道近永安廣場）作終站[4]。
- 2011年11月14日：終點站由尖沙咀東（梳士巴利道）遷入尖沙咀東（麼地道）巴士總站[5]。
- 2015年6月27日：增設到站時間預報。[6]
- 2024年8月19日：取消服務[2]。

## 服務時間及班次
- 葵盛（中）開
  - 星期一至六：08:00

星期日及公眾假期不設服務

## 收費
全程：$8.9
- 鴉蘭街往尖沙咀東（麼地道）：$5.6

| - 本線設有12歲以下小童及65歲或以上長者半價優惠。 - 65歲或以上香港居民使用「樂悠咭」，以及12歲以下合資格殘疾兒童使用「殘疾人士身份」個人八達通繳付車資，均可享有每程$2.0或半價（以較低者為準）的票價優惠；12至64歲合資格殘疾人士使用「殘疾人士身份」個人八達通（包括「樂悠咭」），以及60至64歲香港居民使用「樂悠咭」繳付車資，均可享有每程$2.0或全費（以較低者為準）的票價優惠。 - 65歲或以上長者如使用長者或一般個人八達通繳付車資，則只可享有半價優惠；12至64歲合資格殘疾人士如不使用「殘疾人士身份」個人八達通，以及60至64歲人士如不使用「樂悠咭」繳付車資，必須繳付全費。 - 乘客可以現金或八達通於上車時付款，不設找續。 - 每位成人乘客可免費攜帶最多兩名4歲以下而不佔座位的兒童乘客乘車，超額之4歲以下小童必須繳付小童車費乘車。 - 持有「九巴月票」之乘客在車票有效期內，每日可享最多10程任何九龍巴士及龍運巴士路線（包括本路線，以及聯營路線的九龍巴士／龍運巴士提供的班次；惟乘搭機場「A」及「NA」線則可享原價二七折優惠（不會計算每天10次合資格車程））；而B1線則每日可享最多各2程（不會計算每天10次合資格車程）。 - 九龍巴士、城巴、龍運巴士及陽光巴士全職員工及家屬（不包括外判職員）可免費乘搭本路線，惟必須拍職員或職員家屬八達通。 - 乘客亦可透過多元化電子支付系統（e度嘟）繳付車資，包括使用非接觸式VISA卡、JCB卡、萬事達卡、銀聯卡、美國運通、大來國際、Discover Card、Apple Pay、Google Pay、Samsung Pay、AlipayHK「易乘碼」、支付寶、WeChatHK／微信支付「搭車碼」、銀聯雲閃付「乘車碼」及BOC Pay「乘車碼」。乘客使用此付款方式，使用此支付方式的乘客可享有中途下車之分段收費，以及與其他九巴／龍運獨營路線或聯營線九巴／龍運班次之轉乘優惠，惟不適用於與非九巴／龍運路線之轉乘優惠，亦不能享有「公共交通費用補貼計劃」及「長者及合資格殘疾人士公共交通票價優惠計劃」。 |

## 使用車輛
本線由37線抽調1輛雙層巴士行走。

## 行車路線
經：葵聯路、葵盛圍、大窩口道、葵涌邨公共運輸交匯處、大窩口道、興芳路、葵益道、葵涌道、荔枝角道、西九龍走廊、太子道西、荔枝角道、彌敦道及梳士巴利道。

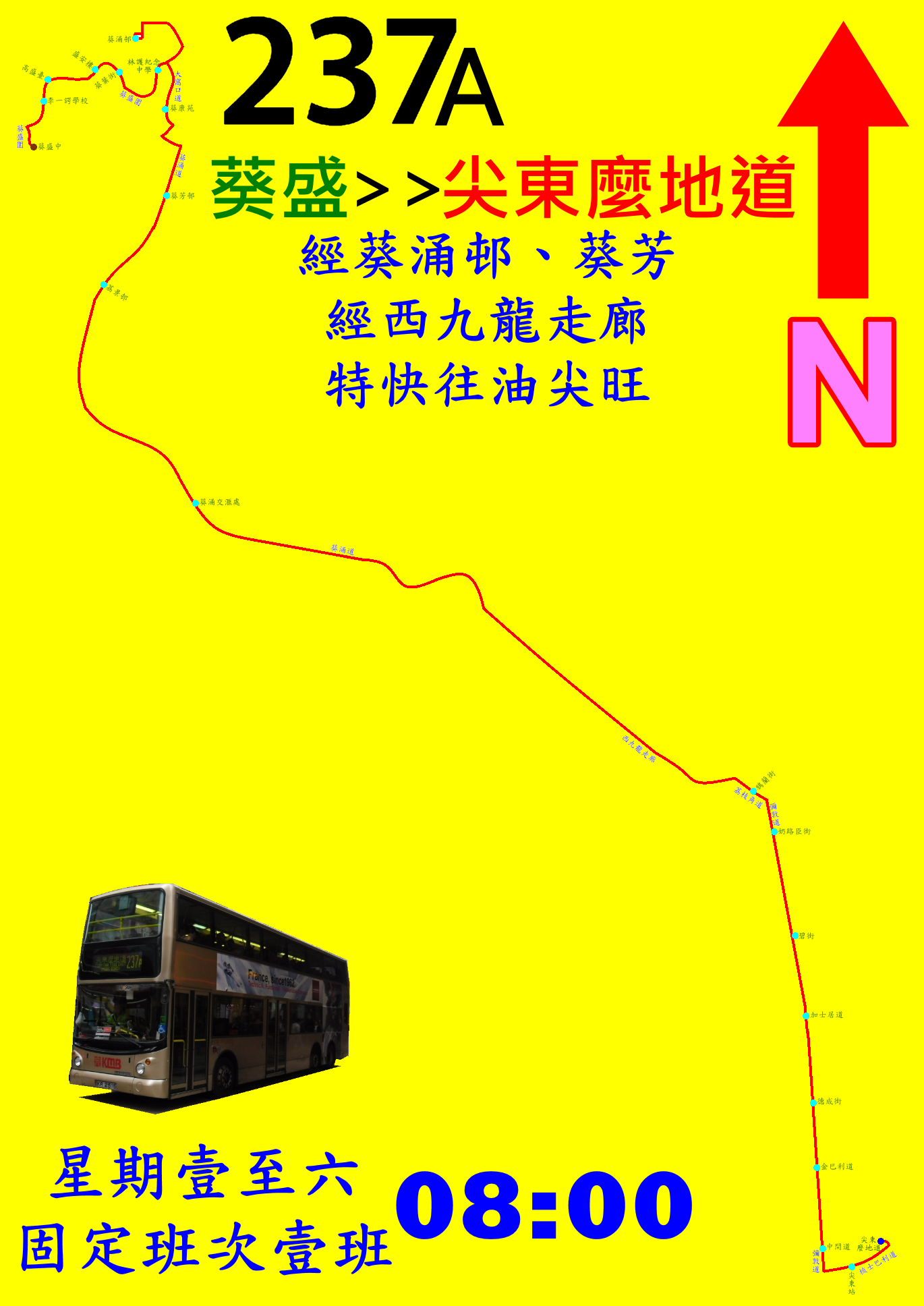
此線的走線圖

具體停站請參考資訊框

## 外部連結
九巴
- 九龍巴士237A線 （页面存档备份，存于）

其他
- 九龍巴士237A線－i-busnet.com （页面存档备份，存于）
- 九龍巴士237A線－681巴士總站 （页面存档备份，存于）